# 六台街道
六台街道，是中华人民共和国辽宁省阜新市清河门区下辖的一个乡镇级行政单位。

## 行政区划
六台街道下辖以下地区：
西花园社区、东花园社区和中部社区。